# Xenicus longipes
Lo scricciolo del bush (Xenicus longipes (Gmelin, 1789)) è un uccello passeriforme estinto della famiglia degli Acanthisittidae.

## Etimologia

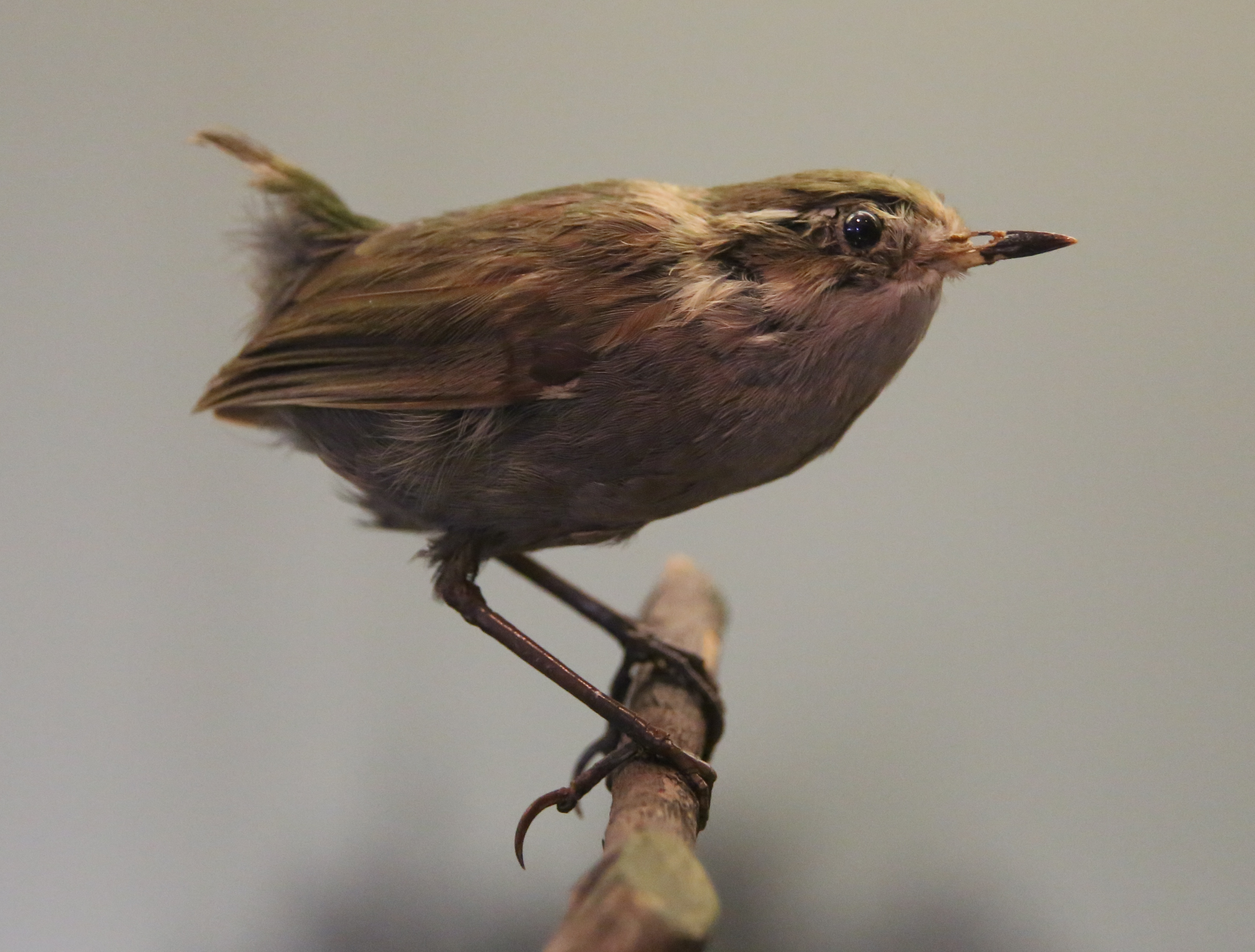
Esemplare impagliato.

Il nome scientifico della specie, longipes, deriva dal latino e significa "dai piedi lunghi", in riferimento alle lunghe zampe.

Il nome comune della specie in lingua māori era mātuhituhi.

## Descrizione

### Dimensioni
Misurava 9–10 cm di lunghezza, per 16 g di peso.

### Aspetto
Si trattava di uccelli dall'aspetto paffuto e arrotondato, muniti di grossa testa allungata che sembra incassata direttamente nel resto del corpo, lungo becco sottile e appuntito, ali corte e arrotondate, corta coda squadrata e lunghe e forti zampe dalle lunghe dita e dagli artigli ben sviluppati (in particolar modo quello del dito rivolto all'indietro).
Il piumaggio presentava dicromatismo sessuale: nei maschi fronte, vertice e mascherina facciale erano di colore bruno, mentre nuca, dorso, ali e coda erano di colore verde oliva (queste ultime due parti più scure e tendenti al nerastro) e sopracciglio, gola, petto e ventre erano di colore bianco-grigiastro.

Nelle femmine il verde dorsale era sostituito dal bruno, e sfumature grigio-brunastre erano presenti anche nel bianco ventrale.
In ambedue i sessi il becco era nerastro e le zampe di color carnicino, mentre gli occhi erano di colore bruno scuro.

## Biologia
Gli scriccioli del bush erano uccelletti diurni e perlopiù terricoli, che volavano raramente ed in quelle occasioni si dimostravano volatori molto mediocri, percorrendo modestissime distanze. Tendenzialmente solitari, le coppie rimanevano assieme per molto tempo, con i due partner che si spostavano assieme, passando la maggior parte del tempo al suolo o fra i cespugli alla ricerca di cibo.

### Alimentazione
Si trattava di uccelli insettivori, la cui dieta consisteva soprattutto degli invertebrati catturati correndo lungo i rami degli alberi.

### Riproduzione

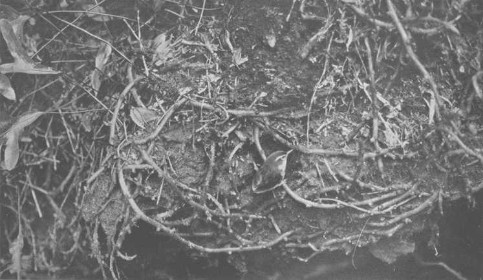
Esemplare all'entrata del nido.

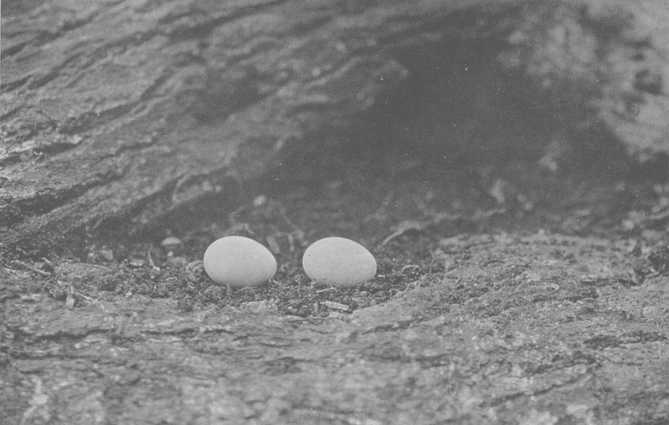
Due uova.

Gli scriccioli del bush erano uccelletti monogami, le cui coppie collaboravano in tutte le fasi dell'evento riproduttivo.

La specie era solita nidificare al suolo o nelle sue vicinanze, costruendo nidi globosi fra i cespugli o le rocce, all'interno dei quali la femmina deponeva 2-5 uova. La maggior parte delle uova sono state osservate in novembre e dicembre.
Si conosce poco circa la riproduzione di questi uccelli, tuttavia si ha motivo di credere che essa non differisse in maniera significativa per modalità e tempistica da quanto osservabile nell'affine scricciolo dell'Isola del Sud.

## Distribuzione e habitat
Lo scricciolo del bush era endemico della Nuova Zelanda, della quale popolava le due isole maggiori e parte di quelle minori circonvicine, specialmente nel sud.
L'habitat di questi uccelli era rappresentato dalle aree boschive a predominanza di faggio australe e podocarpi.

## Tassonomia
Se ne riconoscono tre sottospecie:

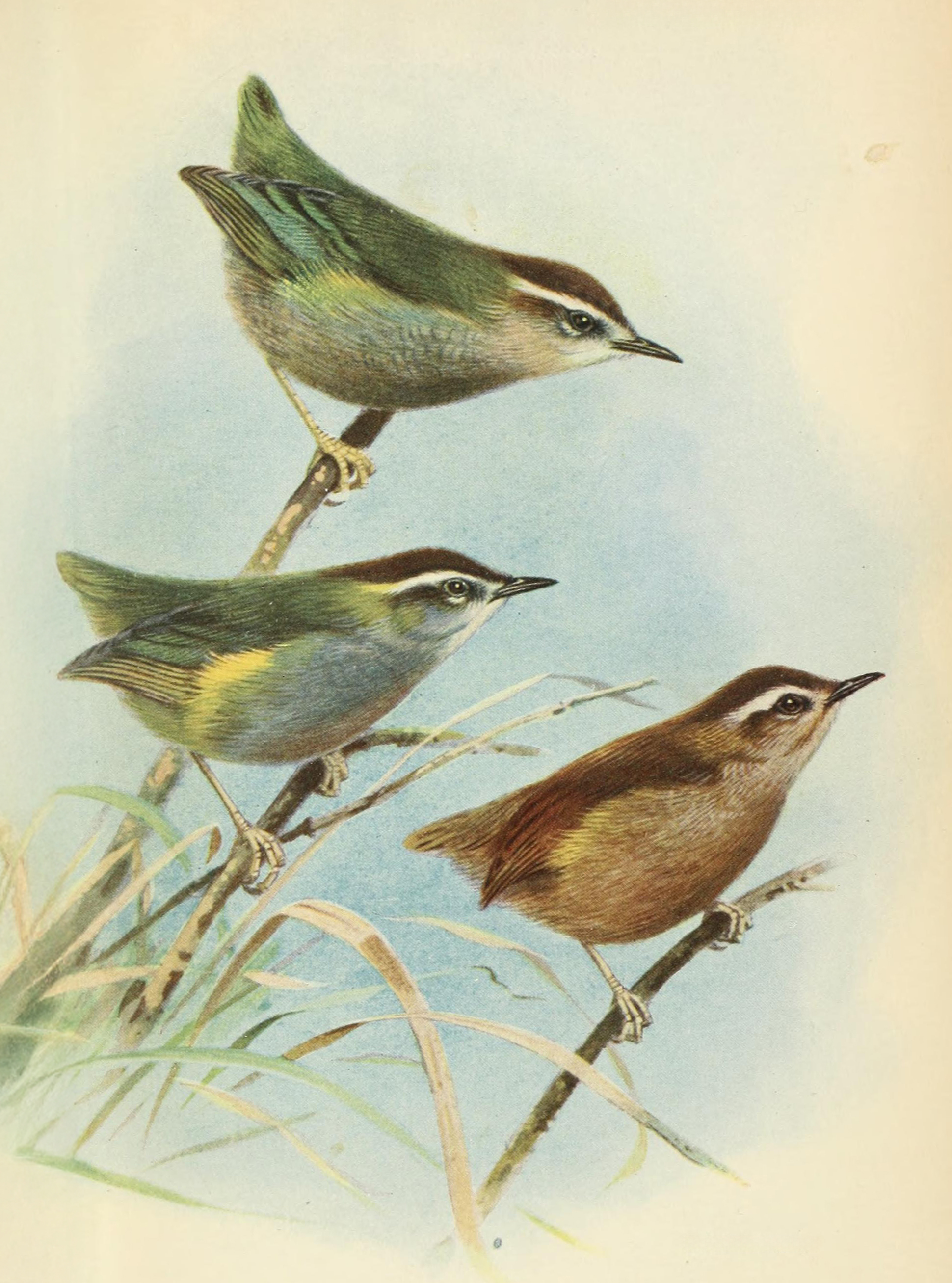
In alto X. l. longipes
In basso X. l. stokesi.

- Xenicus longipes longipes (Gmelin, 1789) - la sottospecie nominale, diffusa nell'Isola del Sud;
- Xenicus longipes stokesii Gray, 1862 - diffusa nell'Isola del Nord;
- Xenicus longipes variabilis Sted, 1936 - endemica di alcune isole a sud della Nuova Zelanda, e probabilmente anche di Stewart Island;

## Estinzione

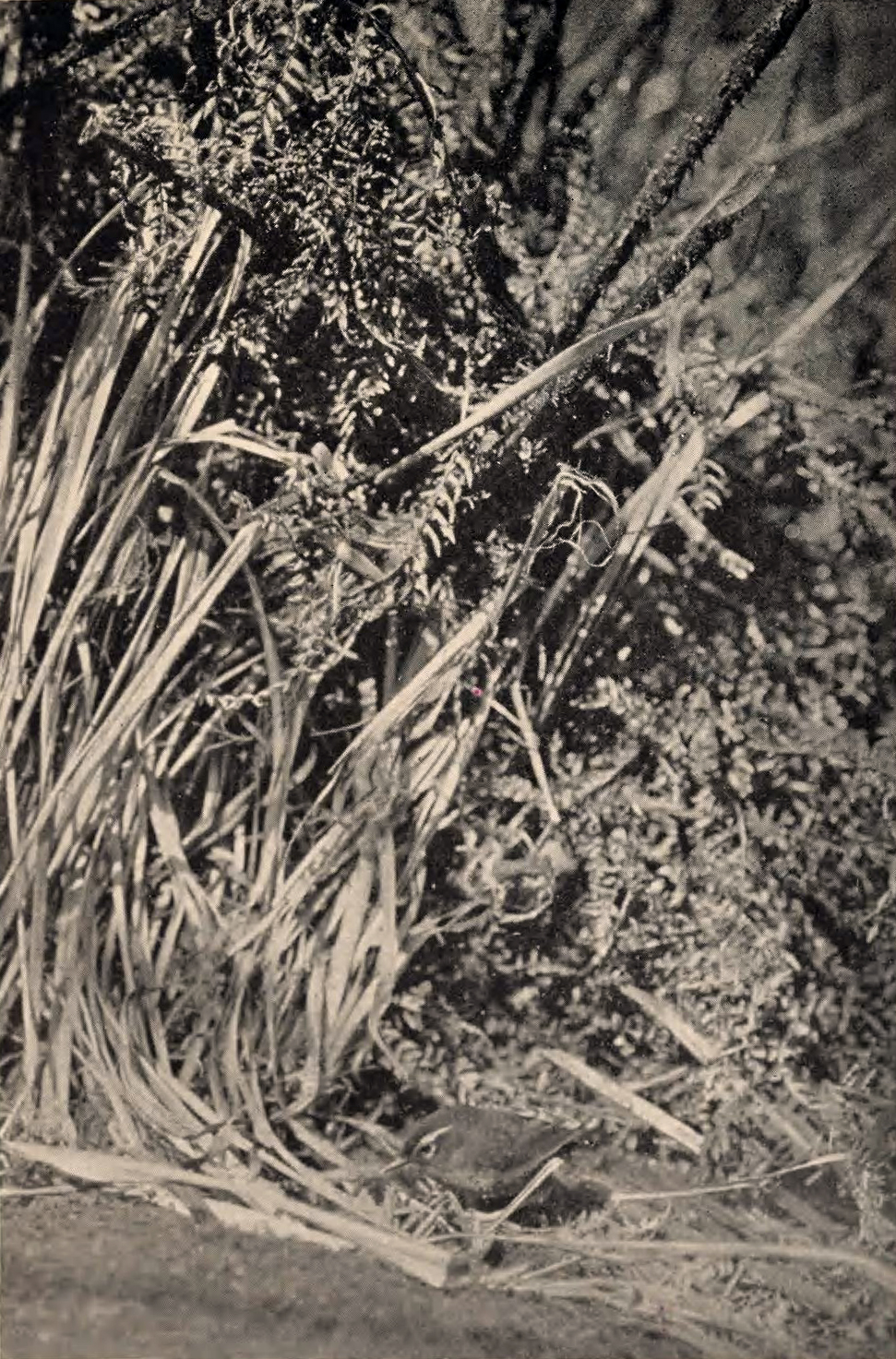
Esemplare della sottospecie nominale fotografato nel 1911.

In passato diffusa e comune in tutta la Nuova Zelanda, la specie iniziò inesorabilmente a declinare verso la fine del XIX secolo, quando sulle isole vennero introdotti mustelidi e ratti, che si nutrivano di uova, giovani e adulti, trovando gioco facile nel cibarsi di uccelli quasi inetti al volo che nidificavano in prossimità del suolo.
Lo scricciolo del bush scomparve dall'Isola del Nord nella prima metà del XX secolo, con gli ultimi avvistamenti certi nel 1918 nei Monti Rimutaka e nel parco nazionale di Te Urewera nel 1955.

La sottospecie di Stewart Island sparì dall'isola principale attorno al 1951 (anno di introduzione dei gatti sull'isola): l'ultima popolazione naturale rimasta, a Taukihepa, venne spazzata via dall'arrivo accidentale dei ratti neri nel 1964.

Nell'Isola del Sud gli ultimi avvistamenti risalgono al 1966 e al 1968, rispettivamente ad Arthur's Pass e nel parco nazionale dei Laghi Nelson: avvistamenti non confermati sono stati fatti nel Fiordland.

L'ultimo esemplare di scricciolo del bush, appartenente alla sottospecie variabilis e facente parte di una piccola colonia proveniente da Taukihepa e trasferita sull'isolotto di Kaimohu in un ultimo disperato tentativo di salvare la specie, scomparve nel 1972: da allora la specie viene considerata ufficialmente estinta dall'IUCN.